# Adriana Alves
Adriana Alves (sinh ngày 13 tháng 9 năm 1995) là một vận động viên chạy nước rút người Angola. Cô thi đấu ở nội dung 100 mét tại Giải vô địch thế giới 2015 ở Bắc Kinh mà không tiến lên từ vòng đầu tiên.

## Cuộc thi quốc tế
| Năm                 | Giải đấu            | Địa điểm            | Thứ hạng            | Nội dung            | Chú thích           |
| Representing Angola | Representing Angola | Representing Angola | Representing Angola | Representing Angola | Representing Angola |
| ------------------- | ------------------- | ------------------- | ------------------- | ------------------- | ------------------- |
| 2015                | World Championships | Beijing, China      | 46th (h)            | 100 m               | 12.19               |

## Thành tích cá nhân tốt nhất
Ngoài trời
- 100 mét - 12,19 (-1,6   m / s, Bắc Kinh 2015)
- 200 mét - 25,14 (+1,5   m / s, Leiria 2015)

Trong nhà
- 60 mét - 7.56 (Lisbon 2016)
- 200 mét - 25,45 (Pombal 2016)